# Krzysztof Kwiatkowski

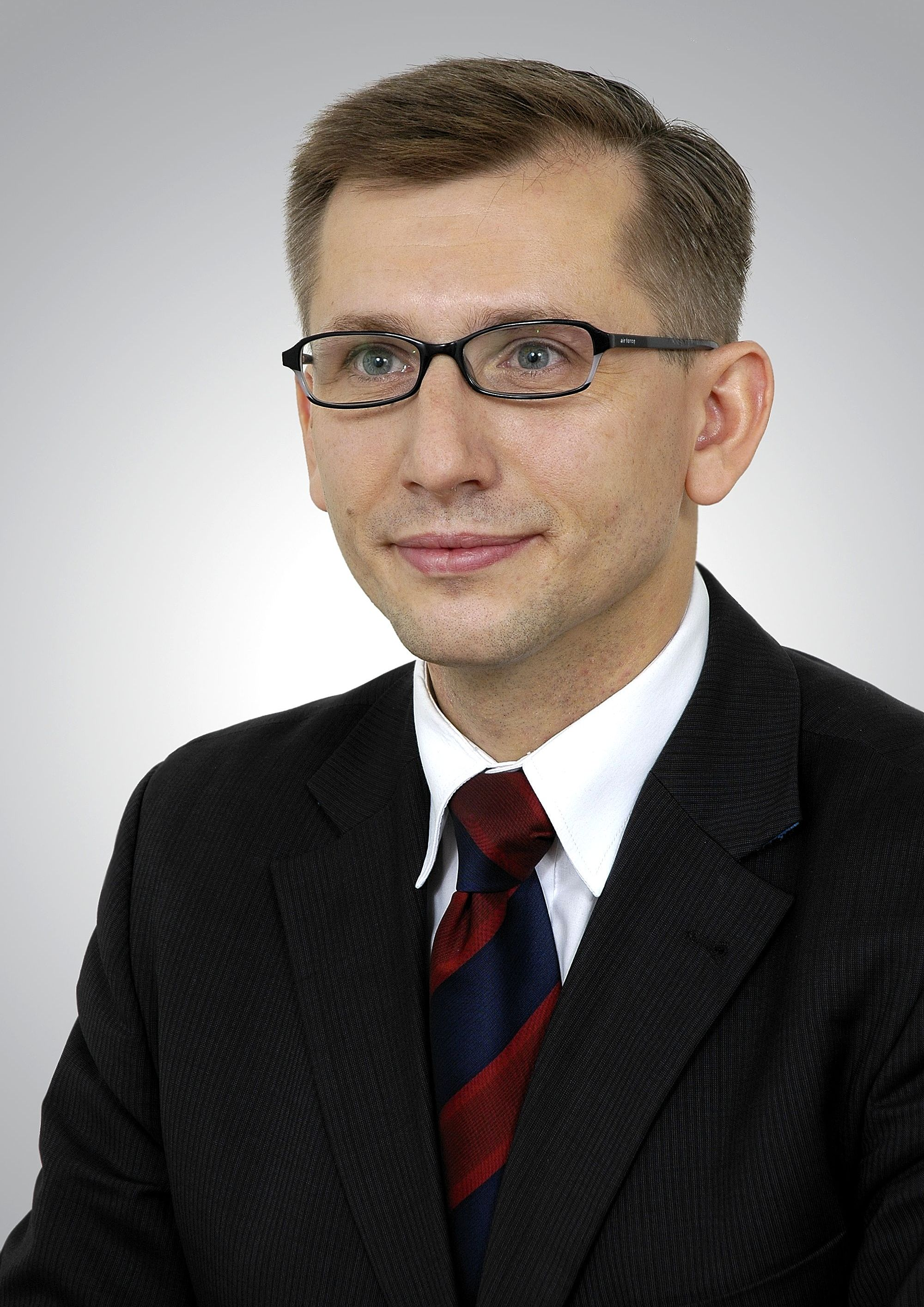
Krzysztof Kwiatkowski (2010)

Krzysztof Kwiatkowski  (* 14. Mai 1971 in Zgierz) ist ein polnischer Politiker der Platforma Obywatelska (Bürgerplattform) und war von Oktober 2009 bis November 2011 Justizminister im Kabinett Tusk I.

## Leben
Kwiatkowski begann das Studium von Recht und Verwaltung an der Universität Łódź. Für zwei Jahre musste er sein Studium unterbrechen, da er an Krebs erkrankt war. Nach Operationen und einer Chemotherapie schloss er sein Studium im Jahr 2001 an der Universität Warschau ab. 1994 bis 1998 war er im Stadtrat von Zgierz und von 1998 bis 2002 im Rat des Kreises des Powiats Zgierski. Zugleich war er von 1997 bis 2001 im Sekretariat des Ministerpräsidenten Jerzy Buzek tätig und dessen persönlicher Sekretär. 2002 arbeitete er an der privaten Hochschule Akademia Polonijna in Częstochowa, bevor er im selben Jahr zum stellvertretenden Stadtpräsident von Zgierz wurde und als dieser bis 2006 tätig war. Seine Pflichten in Zgierz unterbrach er 2004 für die Wahlkampagne Buzeks für die Europawahl 2004. 2006 bis 2007 arbeitete Krzysztof Kwiatkowski als stellvertretender Vorsitzender im Sejmik der Woiwodschaft Łódź. Bei den vorgezogenen Parlamentswahlen 2007 gelang Kwiatkowski mit 164.151 Stimmen im Wahlkreis Łódź der Einzug in den polnischen Senat. Im Februar 2009 wurde er zum stellvertretenden Justizminister ernannt. Am 13. Oktober 2009 wurde Krzysztof Kwiatkowski von Donald Tusk zum Justizminister ernannt, nachdem sein Vorgänger Andrzej Czuma wegen einer Glücksspielaffäre entlassen worden war. Bei den Parlamentswahlen 2011 wurde er in den Sejm gewählt und schied aus der Regierung aus.
Krzysztof Kwiatkowski ist verheiratet und hat zwei Kinder.

## Verweise